# Vasile Cociu
Vasile Cociu (n. 10 februarie 1924, Hîncești, România – d. 11 ianuarie 2009) a fost un inginer agronom român, cercetator, specialist în genetica și ameliorarea plantelor pomicole, doctor docent in stiinte agricole, profesor, publicist.
Recunoastere nationala si internationala: membru titular al Academiei de Științe Agricole și Silvice "Gheorghe Ionescu-Sisești" din 1991, membru de onoare al Academiei de Științe a Moldovei, membru activ al "New York Academy of Sciences" din 1995, Doctor Honoris Causa al Universitatilor de stiinte agricole din Cluj, Timisoara, Chisinau.
Creator de soiuri noi de specii pomicole, autor, coautor, redactor responsabil, coordonator de carti de specialitate in tara si in strainatate, printre care: "Culturile nucifere", "Caisul", "Prunul", "Nectarinele", "Nucul, alunul si migdalul", "Soiurile noi-factor de progres in pomicultura", "Pomologia Romaniei", "Horticultura Romaniei de-a lungul timpului", articole in monografiile americane "The Pear" din 1982, "The Peach" din 1988, articole in "Acta Horticulturae". Este considerat fondatorul școlii românești de genetică și ameliorare în pomicultură.